# Лупта
Лупта — река в России, протекает по Гаринскому району Свердловской области. Устье реки находится в 56 км по левому берегу реки Вагиль. Длина реки составляет 42 км.
В 3,8 км от устья, по правому берегу реки впадает река Киня.
Система водного объекта: Вагиль → Тавда → Тобол → Иртыш → Обь → Карское море.

## Данные водного реестра
По данным государственного водного реестра России относится к Иртышскому бассейновому округу, водохозяйственный участок реки — Тавда от истока и до устья, без реки Сосьва от истока до водомерного поста у деревни Морозково, речной подбассейн реки — Тобол. Речной бассейн реки — Иртыш.
Код объекта в государственном водном реестре — 14010502512111200011604.